# 蝴蝶夢-梁山伯與祝英台
蝴蝶夢-梁山伯與祝英台（英文：The Butterfly Lovers：Leon and Jo），是一部由上海美术电影制片厂与中央電影公司製作的台海兩岸合製動畫電影，故事內容改编自中國四大民間傳說中的梁山伯與祝英台，敘述梁山伯與祝英台淒美的愛情故事，並邀請歌手蕭亞軒、劉若英及主持人吳宗憲配音，2003年12月31日在台灣上映。

## 劇情
活潑、好動的祝英台，自幼喜愛讀書，在得到父母的答應後，女扮男裝去學校讀書，在路上遇到了同班的新同學-梁山伯，兩人結伴而行，並結拜為「兄弟」。祝英台在看到梁山伯的第一眼時就愛上了他，但祝英台依舊裝成男生的樣子，梁山伯也沒有發現他的「賢弟」祝英台其實是女兒身。
祝英台和梁山伯在學校勤奮讀書，下課後也一起玩耍，兩人感情越來越好，也讓祝英台心中更為堅定，梁山伯就是他的白馬王子，以後一定要嫁給他。他們快樂的日子就這樣持續了三年......
後來，祝英台家中不斷來信，催促她盡快返家，祝英台雖掛念家中的父母，但她又忘不了梁山伯，於是她在臨行前一天的晚上約梁山伯到湖邊，對他表明了自己的女子身分，及她對梁山伯的情感，可是這一切卻被躲在一旁草叢邊的馬文才看到了。
祝英台隔天搭船返回家中，進家門後卻發現地上滿是貼著「囍」字的禮品，進門之後就看到馬文才和其父馬太守，才知道自己已經被馬太守「強行」許配給馬文才，祝英台不從，但是仍敵不過馬家的威嚇，為了父母和梁山伯的安全，她只能祈求梁山伯快點來訪......
此時，還在學校的梁山伯也想念著祝英台，原本打算修習完學業後再去祝英台家提親，但是在師母點醒之下，決定先暫時放下學業，直接前往祝家提親。梁山伯到了祝家後，才知道祝英台已被迫許配給馬文才，頓時心碎，並在祝英台所寫的一張毛筆字畫中，留下「一場好夢匆匆醒，心已碎意難伸，相思不到錢塘路，怕見鴛鴦作對飛」的字句，梁山伯剛寫完，突然發生咳血，血跡因而留在字畫上，之後梁山伯告辭，祝英台發現梁山伯所留下的血跡後追出去，就在此時，馬文才與其狐群狗黨三人行早就來到祝家門口，虛弱的梁山伯一出門就慘遭他們亂棒圍毆，祝英台卻因為大門被鎖而無法出去搭救，後來馬文才一行人丟下被圍毆後的梁山伯離開，梁山伯因身受重傷更為虛弱，在和祝英台隔牆說了幾句話後便倒下死去，祝英台在牆後哭喊他，但卻一點辦法也沒有......
梁山伯死後，祝英台心也碎了，因為自己將被迫許配給馬文才。祝英台此時有感而發，她穿戴好掛在自己房間的結婚禮服，前往梁山伯的墳墓前，邊哭邊向梁山伯訴苦，為什麼他那麼自私，丟下她就走了......此時天上降下一束光，梁山伯的靈魂出現在光中，梁山伯和祝英台擁抱，之後接祝英台走進墳墓，周圍些起一陣狂風，而在一旁看到的祝家父母、銀心、四九都難過至極。馬文才本想上前追回，但卻被父親阻止。就在此時，墳墓再度冒出一束光，隨著光束出現兩朵花，兩朵花中分別出現由梁山伯與祝英台所化成的蝴蝶，隨著蝴蝶飛舞，原本冰冷的土地開出了片片花海，蝴蝶之後飛向天空，天空隨即出現梁山伯與祝英台共同飛舞的幻影，最後從天上落下一張祝英台使用過的蝴蝶絲巾......

## 角色人物
- 祝英台（配音：劉若英）

16歲少女。生於浙江上虞的世族人家，聰明伶俐，自小喜愛讀書，不願受中國「男尊女卑」的傳統觀念所束縛。在父母的答應下，女扮男裝去讀書，因而認識了梁山伯，並暗戀著他，後來卻因馬家的強勢及威脅所逼，不得不和梁山伯分離。
- 梁山伯（配音：蕭亞軒）

17歲少男。生於浙江紹興的庶民家庭，溫文儒雅，謙恭有禮，長相俊俏。在讀書時認識了祝英台，後來發現祝英台是女兒身，兩人相愛卻因為馬家威嚇而無法成為親家，最後被馬文才身邊的狐群狗黨三人組打死。
- 馬文才（配音：吳宗憲兼片頭旁白）

18歲少男。不擅讀書，身邊總是跟著一群狐群狗黨，仗著自家有錢有勢，到處欺負他人，所以和狐群狗黨三人行都經常被老師處罰。也因為他發現祝英台是女生，所以造成後來梁祝兩人相戀卻無法在一起的悲劇。
- 銀心

祝英台身邊的丫環。喜歡四九。
- 四九

梁山伯身邊的書僮。喜歡銀心。
- 狐群狗黨三人組

跟在馬文才身邊的三個同學，和馬文才一樣愛欺負他人，但他們也因為個性粗枝大葉，而鬧出不少笑話。
- 馬太守

馬文才的父親。財大勢大、咄咄逼人。但卻極為溺愛其子，對各種要求從不拒絕。
- 祝母

祝英台的母親。嫻靜、少話。
- 祝父

祝英台的父親。個性嚴肅。但非常疼愛祝英台，且尊重她的想法，並同意祝英台去就學。
- 老師

梁山伯、祝英台、馬文才的班導師，教學認真，但常被馬文才及狐群狗黨三人組氣到昏頭。
- 師母

老師的妻子。氣質出眾，談吐斯文，且非常疼愛學生。她最先發現祝英台是女兒身，梁山伯也是在她的鼓勵下暫時放下學業，去祝英台家提親。

## 動畫設計及風格
在本動畫中，使用了大量的虛擬效果、場景，以突顯浪漫、優雅的氣氛。而片中梁山伯與祝英台的造型、神韻及形象，也參考了負責幫梁祝配音的蕭亞軒和劉若英的樣子。片中以梁祝的愛情為主軸，但卻加重了馬文才的戲份，使片中增添更多的笑點。在片中人物的服裝上，則融合了中國各大朝代服裝的特點，使服裝能展現出最典雅、絢麗的樣式。

## 電影主題曲
- 你是我心中一句驚嘆：片中插曲。由蕭亞軒演唱，收錄於蕭亞軒「第五大道」專輯。
- 蝴蝶：片中插曲、片尾曲。由劉若英演唱，收錄於劉若英「我的失敗與偉大」專輯。
- 馬文才：片中插曲。由B.A.D演唱(feat.吳宗憲)。

## 參展及得獎紀錄
- 行政院新聞局國產電影長片輔導金補助（動畫組）（2003年）
- 第九屆韓國釜山國際影展「Special Program」觀摩單元（2004年）
- 第四十一屆金馬獎「最佳動畫片」入圍（2004年）
- 第十屆中國電影華表獎「優秀美術片獎」入圍（2004年）
- 第七屆上海國際電影節「優秀美術創意獎」入圍（2004年）
- 第一屆中國國際動漫節獲選「最佳動畫長片獎」（2005年）
- 中國常州國際動漫藝術週獲選「最佳卡通長片」（2005年）
- 第十四屆中國金雞百花獎獲選「最佳美術片獎」（2005年）